# Georg-Wilhelm Mietz
Georg-Wilhelm Mietz (* 28. Februar 1932 in Neumühl; † 9. Juni 2005) war ein deutscher Politiker (CDU) und Landtagsabgeordneter.

## Leben und Beruf
Nach dem Schulbesuch absolvierte er eine Ausbildung zum Küfer. Ab 1952 war Mietz Polizeibeamter bei der Kreispolizeibehörde Siegen-Wittgenstein. Nachdem er aus gesundheitlichen Gründen aus dem Polizeidienst ausgeschieden war, war er noch als selbstständiger Kaufmann tätig.
Seit 1970 war Mietz Mitglied der CDU, er war in zahlreichen Gremien der Partei vertreten. Der Gewerkschaft der Polizei gehörte er seit 1952 an.

## Abgeordneter
Vom 28. Mai 1975 bis 28. Mai 1980 und vom 31. März 1983 bis 28. Februar 1990 war Mietz Mitglied des Landtags des Landes Nordrhein-Westfalen. In der achten Wahlperiode wurde er im Wahlkreis 132 Siegen II direkt gewählt. In der neunten Wahlperiode rückte Mietz am 31. März 1983 über die Reserveliste der CDU nach. In der zehnten Wahlperiode wurde er über die Landesliste seiner Partei gewählt und schied während der Periode aus.
Dem Rat der Gemeinde Netphen gehörte er ab 1979 an.